# 5975 Отакемаюмі
5975 Отакемаюмі (5975 Otakemayumi) — астероїд головного поясу, відкритий 21 вересня 1992 року.
Тіссеранів параметр щодо Юпітера — 3,387.
Названо на честь Отаке Маюмі (яп. おおたけ・まゆみ(大竹真由美) о: таке маюмі)